# حفیظ شریعتی
حفیظ‌الله شریعتی سحر به‌طور مختصر حفیظ شریعتی (زاده ۱۳۵۷ (خورشیدی)، جاغوری - غزنی) شاعر، مترجم، ٰ روزنامه‌نگار و زبان‌شناس  افغانستانی است.

## زندگی‌نامه
حفیظ شریعتی در سال ۱۳۵۷ (خورشیدی) در جاغوری ولایت غزنی متولد شد. او پس از تکمیل دوره راهنمایی به کویتهٔ پاکستان مهاجرت کرد؛ همرا با درس در حوزه علمیه دیپلم انسانی گرفت. پس از آن از دانشکده هنر دانشگاه بلوچستان پاکستان لیسانس هنر دریافت کرد. سپس به ایران آمد و همرا با کار در آهنگری و ساختمانی در تهران، در دانشگاه علامه طباطبایی کارشناسی و کارشناسی ارشد روزنامه‌نگاری خواند. وی درس خوانده ادبیات و زبان‌شناسی در مقطع دکتری است. حوزه علاقمندی اش همواره ادبیات، مطالعات زبان‌شناسی، نقاشی و کاریکاتور بوده‌است. در این مورد وی در چند نمایشگاه فردی و جمعی نقاشی شرکت کرده‌است. 
او بیش از ده سال است که به سرودن شعر، ترجمهٔ شعر و مطالعات ادبی، فرهنگی، اجتماعی و فرهنگ شفاهی مردم هزاره مشغول است. پایان نام؟ دکتری وی (توصیف و بررسی گویش هزارگی) بر اساس نظریه رده‌شناسی است که حفیظ آن را در پنج فصل گردآورده‌است و نخستین مطالعات جدی زبان‌شناسی در این گویش است. از وی هفت مجموعه شعر:حدیث سپیده، در آستانه باران، گریه‌های مریم مصلوب، از روی دست زلیخا، کابوس‌های رنگی، شب عریان از بام خانه‌ام می‌گذرد، دلگیرتر از ابرهای چوم بهار و یک مجموعه شعر ترجمه از زبان اردو و انگلیسی (آیینه در آیینه) که به شعرهای بانو ممتاز رینو اختصاص دارد، بانو ممتاز رینو شاعر کلاسیک سرای بنگلادش است که اکنون در آمریکا به سر می‌برد؛ و همین‌طور (پراکنده‌های در باد) جستاری در فرهنگ شفاهی هزاره‌های غزنی و (اوسانه‌های مادرم) که حفیظ چهل و شش افسانه از مردم هزاره را گردآوری، بازنویسی کرده‌است، (افغانستان در غربت) گزیده ادبیات معاصر افغانستان و جلد اول فرهنگ شفاهی مردم هزاره از کتاب‌های چاب شده وی است. سحر جلد دوم فرهنگ شفاهی مردم هزاره، رسانه‌های کوچک غربت، تمام شب را به خاطر تو تور می‌انداختم (شعر کوتا) و بررسی دوبیتی‌های هزارگی را در دست چاب دارد. 
از وی چندین مقاله و در حوزه مطالعات مردم‌شناسی و فرهنگ شفاهی، رسانه‌ها، مسایل اجتماعی، زبان‌شناسی و نقد ادبی در نشریه‌های داخلی و خارجی به چاب رسیده‌است. شریعتی با زبان‌های فارسی، انگلیسی، اردو، عربی و پشتو آشناست. وی استاد دانشگاه ابن سینا در کابل است.
قابل یادآوری است که آقای شریعتی در حال حاضر در ناوری زندگی می‌کند. وی در گفتگویی با مهدی جاغوری دلیل ترک افغانستان را عدم احساس امنیت عنوان می کند. 

## آثار چاپ شده
- ۱-حدیث سپیده[۵]
- ۲-در آستانه باران[۶]
- ۳-گریه‌های مریم مصلوب[۷]
- ۴-از روی دست زلیخا[۸]
- ۵-کابوس‌های رنگی[۹]
- ۶- شب عریان از بام خانه‌ام می‌گذرد[۱۰]
- ۷-دلگیرتر از ابرهای چوم بهار[۱۱]
- ۸-در باد[۱۲]
- ۹-جستاری در فرهنگ شفاهی هزاره‌های غزنی و (اوسانه‌های مادرم[۱۳]
- ۱۰-افغانستان در غربت[۱۴]
- ۱۱-جلد اول فرهنگ شفاهی مردم هزاره[۱۵]
- ۱۲- مجموعه شعر ترجمه از زبان اردو و انگلیسی (آیینه در آیینه[۱۶]

1. تاریخ هزارستان
2. گویش هزارگی
3. فرهنگ شفاهی مردم هزاره
4. گرگ‌های کشمیری
5. آثار باستانی جاغوری
6. تبسم روشنایی

همچنین از وی چندین مقاله و در حوزه مطالعات مردم‌شناسی و فرهنگ شفاهی، رسانه‌ها، مسایل اجتماعی، زبان‌شناسی و نقد ادبی در نشریه‌های داخلی و خارجی به چاب رسیده‌است.

## آثار آماده برای چاپ
حفیظ الله شریعتی رسانه‌های کوچک غربت، تمام شب را به خاطر تو تور می‌انداختم (شعر کوتا) و بررسی دوبیتی‌های هزارگی را در دست چاب دارد.

## فعالیت‌های دیگر
وی همکار همیشگی رادیو دری به عنوان کارشناس و چهار سال در رادیو فرهنگ به عنوان نویسنده و گوینده همکاری داشته‌است. اکنون برای سایت‌های جمهوری سکوت، مردم هزاره، غرجستان، کابل پرس و… می‌نویسد. وی استاد داشگاه ابن سینا در کابل است.

## گفتگو و مصاحبه با رسانه‌های صوتی، تصویری
حفیظ الله شریعتی سحر تا کنون (با رادیو بی‌بی‌سی، رادیو فرهنگ، تلویزیون ایران شبکه دو:) تلویزیون یک و تلویزیون نگاه و تلویزیون طلوع و تلویزیون راه فردا) مصاحبه و گفت و گوی فرهنگی انجام داده‌است.